# Stentjärnen (Arvidsjaurs socken, Lappland, 730083-167607)
Stentjärnen är en sjö i Arvidsjaurs kommun i Lappland och ingår i Piteälvens huvudavrinningsområde.